# 36號馬里蘭州州道
36號馬里蘭州州道（英語：Maryland Route 36，通稱MD 36或第36號州道）是位於美國馬里蘭州阿利根尼縣的州級公路，長47.36（29.43英里）。此公路的南面終點是位於西港的46號西維珍尼亞州州道橋；而北面終點則是近坎伯蘭的40號美國國道替代綫。西港和弗羅斯特堡之間的道路稱作喬治小溪路（英語：Georges Creek Road），從弗羅斯特堡至坎伯蘭一段則名為薩維奇山路（英語：Mount Savage Road）。正如馬里蘭州大部分的州級公路一樣，這條公路是由馬里蘭州公路管理處（英語：Maryland State Highway Administration，簡寫MDSHA）保養。
36號馬里蘭州州道是喬治小溪谷的主要公路。在歷史上，喬治小溪谷以開採煤礦聞名，馬里蘭州公路管理處亦選定此公路為煤遺產風景小路（英語：Coal Heritage Scenic Byway）的一部分。此外，此公路亦連接西港、洛納科寧、阿利根尼縣西南部的米德蘭、弗羅斯特堡、薩維奇山和阿利根尼縣西北部的科里根維爾。

## 走綫
此公路主要包括兩部分：喬治小溪路和薩維奇山路。其中，喬治小溪路由西港開始，沿喬治小溪谷，至弗羅斯特堡為止；薩維奇山路則從弗羅斯特堡起，向東至坎伯蘭為終結。此公路是國家公路系統的主要幹道，包括由I-68至在弗羅斯特堡的40號美國國道替代綫（US 40替代綫）一段，和由在科里根維爾的MD 35至在坎伯蘭的US 40替代綫的一段路。

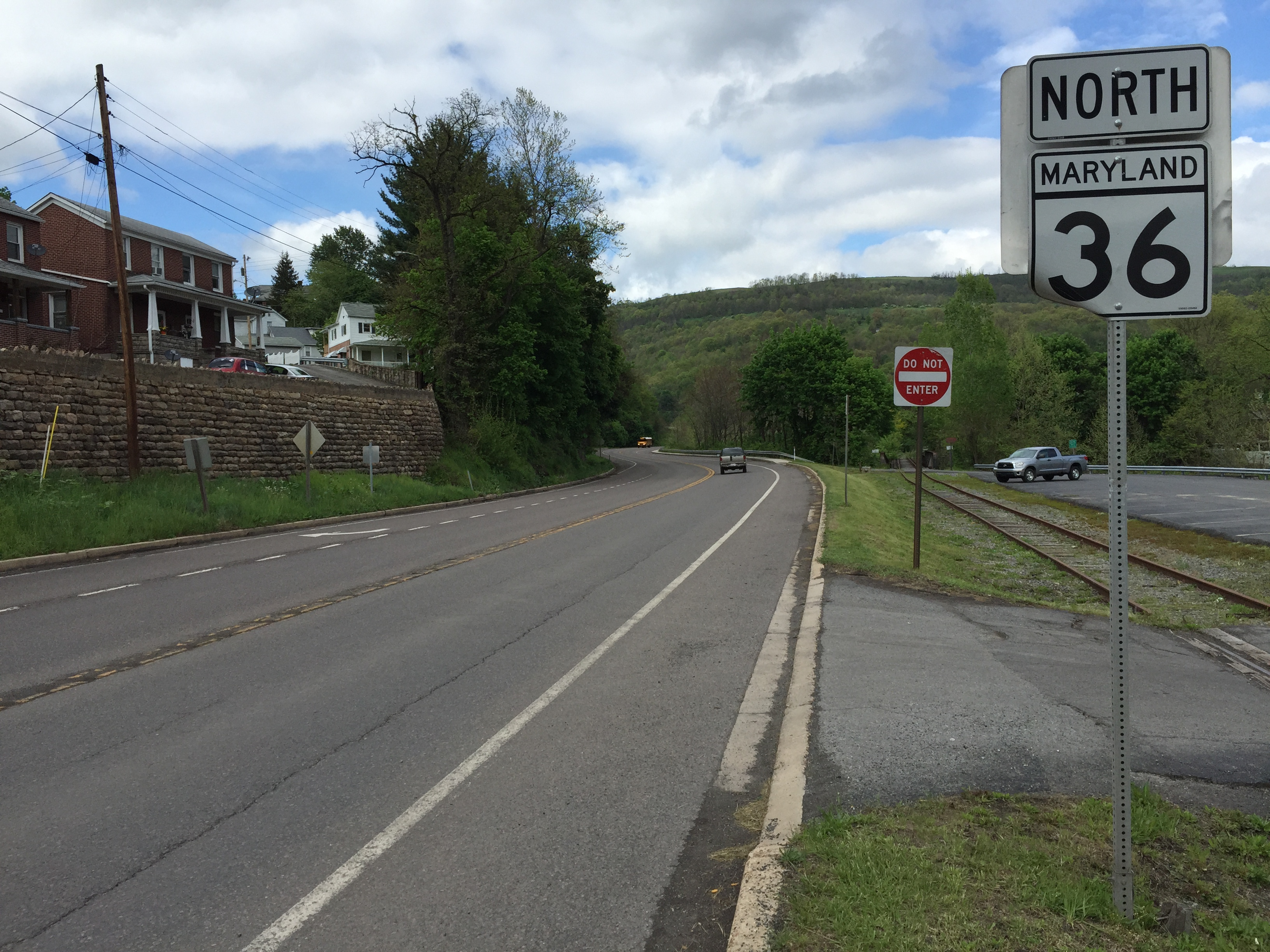
從MD 36的南面終點（西港）望向北方

### 喬治小溪路
MD 36始於西港的46號西維珍尼亞州州道（WV 46）橋，并向東北方穿過阿利根尼縣西部，此段為兩綫道。此段路的名稱是來自與這段路平行的喬治小溪。西港和洛納科寧之間大部分路段限速80 km/h（50 mph）。在離開西港的界綫不遠處，MD 36與MD 937（MD 36的舊走綫）交匯；在近巴頓處與MD 935（MD 36的舊走綫，該路段穿過巴頓）交匯。MD 36繞過巴頓，走上坡到佐治小溪谷的山腰，然後向下通往山谷，並抵達洛納科寧。MD 935在洛納科寧南部再次和MD 36交匯，該處是MD 935的北面終點。
進入洛納科寧以後的路段變得狹窄，限速亦減低到40 km/h（25 mph），穿過洛納科寧後限速提高到56 km/h（35 mph）。MD 36穿過洛納科寧的一段為主要街道，且在近洛納科寧中心處與MD 657交匯。穿過洛納科寧時會經過一座在19世紀初運作，具歷史價值的高爐——洛納科寧高爐。

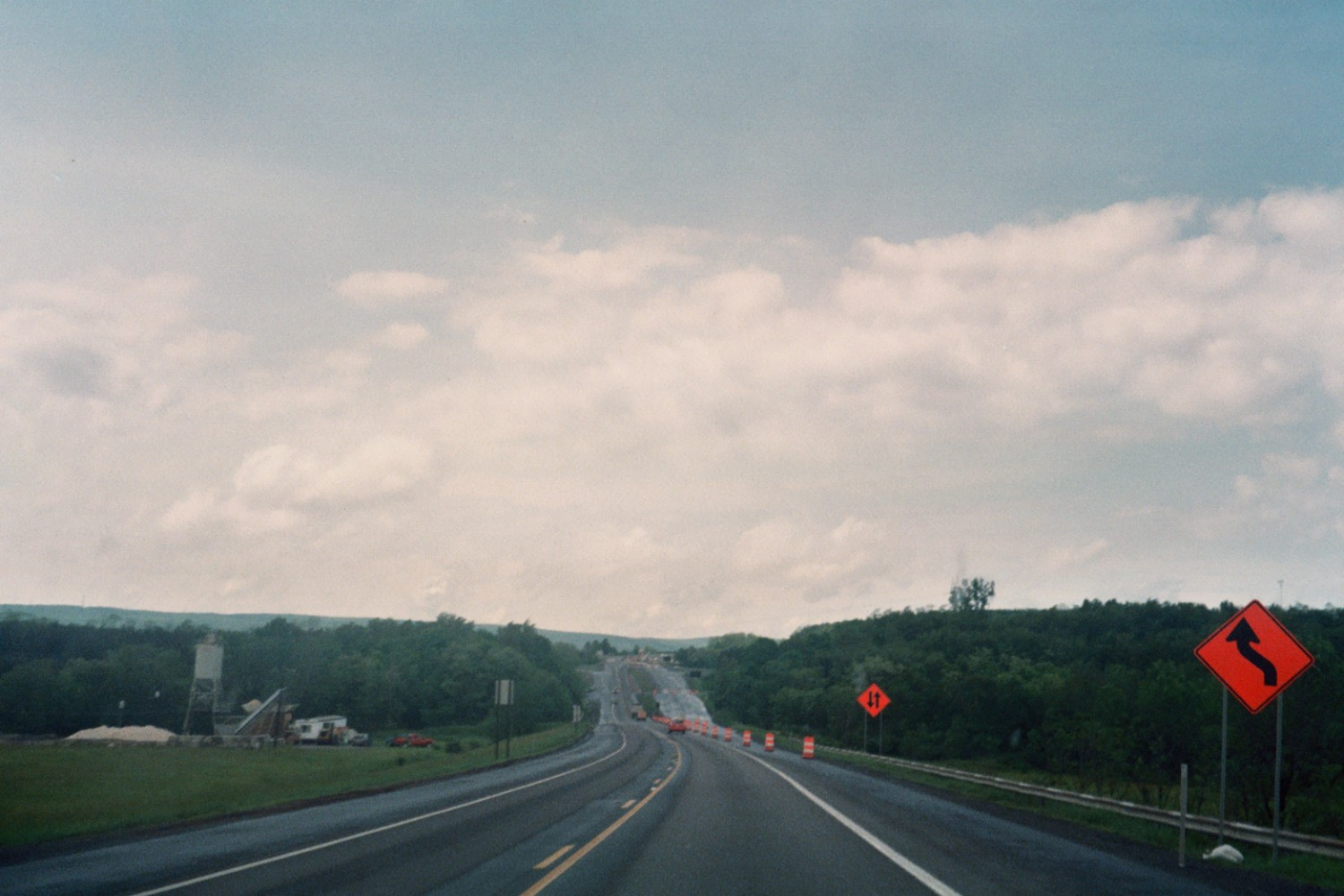
MD 36近I-68，攝於弗羅斯特堡

之後，MD 36繼續向米德蘭前進，在米德蘭處有一個急彎，該處的限速減低到40 km/h（25 mph），並與連接MD 936的教堂街（英語：Church Street）交匯。新的MD 36路綫向東北前進，在維爾山頂附近經過，并在維爾山頂附近與MD 55交匯。
在與MD 55的交匯處的北面，MD 36以菱形立交與68號州際公路（I-68）交匯，該處為68號州際公路的34出口。上主安全方舟在此交匯處附近，這教堂因曾嘗試建造諾厄方舟的複製品而聞名。在米德蘭和弗羅斯特堡之間的路段的限速再次回到80 km/h（50 mph），并且在與68號州際公路的交匯處附近有一段路段為四綫道。當進入弗羅斯特堡後，MD 36與US 40替代綫交會，該路段為主要街道。MD 36沿着該路向西穿過弗羅斯特堡，在格蘭蒂街（英語：Grant Street）與MD 936的南面終點相交，并在近弗羅斯特堡中心的車站街（英語：Depot Street）連接西馬里蘭觀光鐵路的西面車站。MD 36在與水街（英語：Water Street）的十字路口處和40號美國國道替代綫分開。在離開弗羅斯特堡的界綫後的MD 36的路名是「薩維奇山路」。

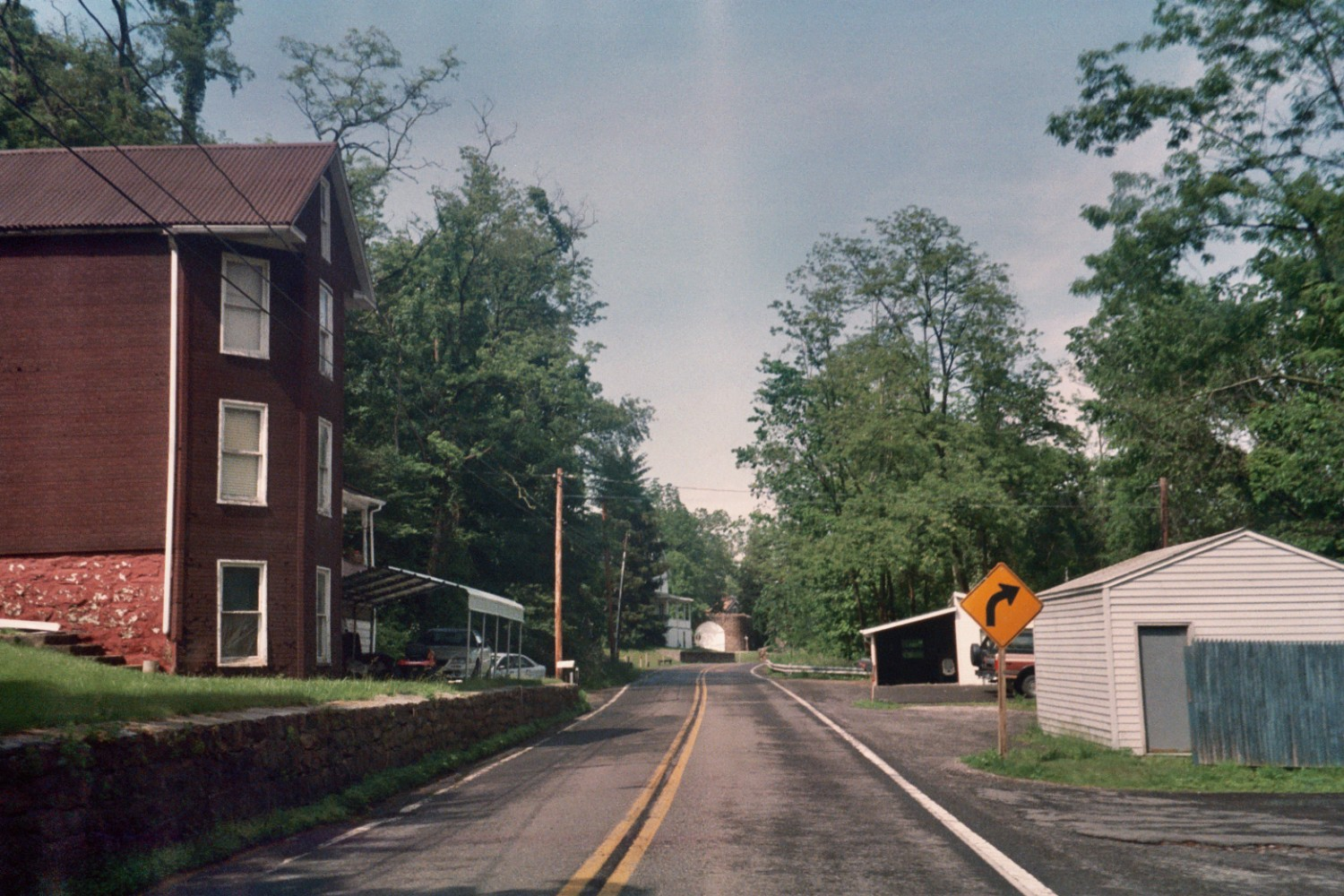
接近薩維奇山的MD 36路段，可以在背景中看到一部分的薩維奇山

### 薩維奇山路
在離開弗羅斯特堡之後的MD 36通稱薩維奇山路。該路段向東往薩維奇山前進，與先前的路段成垂直綫。MD 36在艾克哈特礦的北面與MD 638相交。弗羅斯特堡和薩維奇山路之間的一段道路特別曲折，其中在弗羅斯特堡附近有數個髮夾彎。此段道路限速56 km/h（35 mph）。
該道路進入薩維奇山後，會經過一座蘇格蘭風格的城堡——薩維奇山城堡，該城堡建於1840年，現時是一座住宿加早餐酒店。該道路在薩維奇山縮窄，並跟隨大街，此路段經常因有停泊的車輛阻塞而導致難以讓兩車同時經過。道路在薩維奇山的東面變闊，限速也提升到80 km/h（50 mph）。
MD 36在巴路維爾與MD 47交匯。MD 36從與MD 47的交匯處到其位於坎伯蘭的終點的一段使用了新走綫，舊有的走綫則成為了MD 831。此路綫亦在科里根維爾與連接位於貝德福縣的PA 96的MD 35交匯。MD 36以與位於近坎伯蘭的海峽一段的US 40替代綫相交為結束。

## 歷史

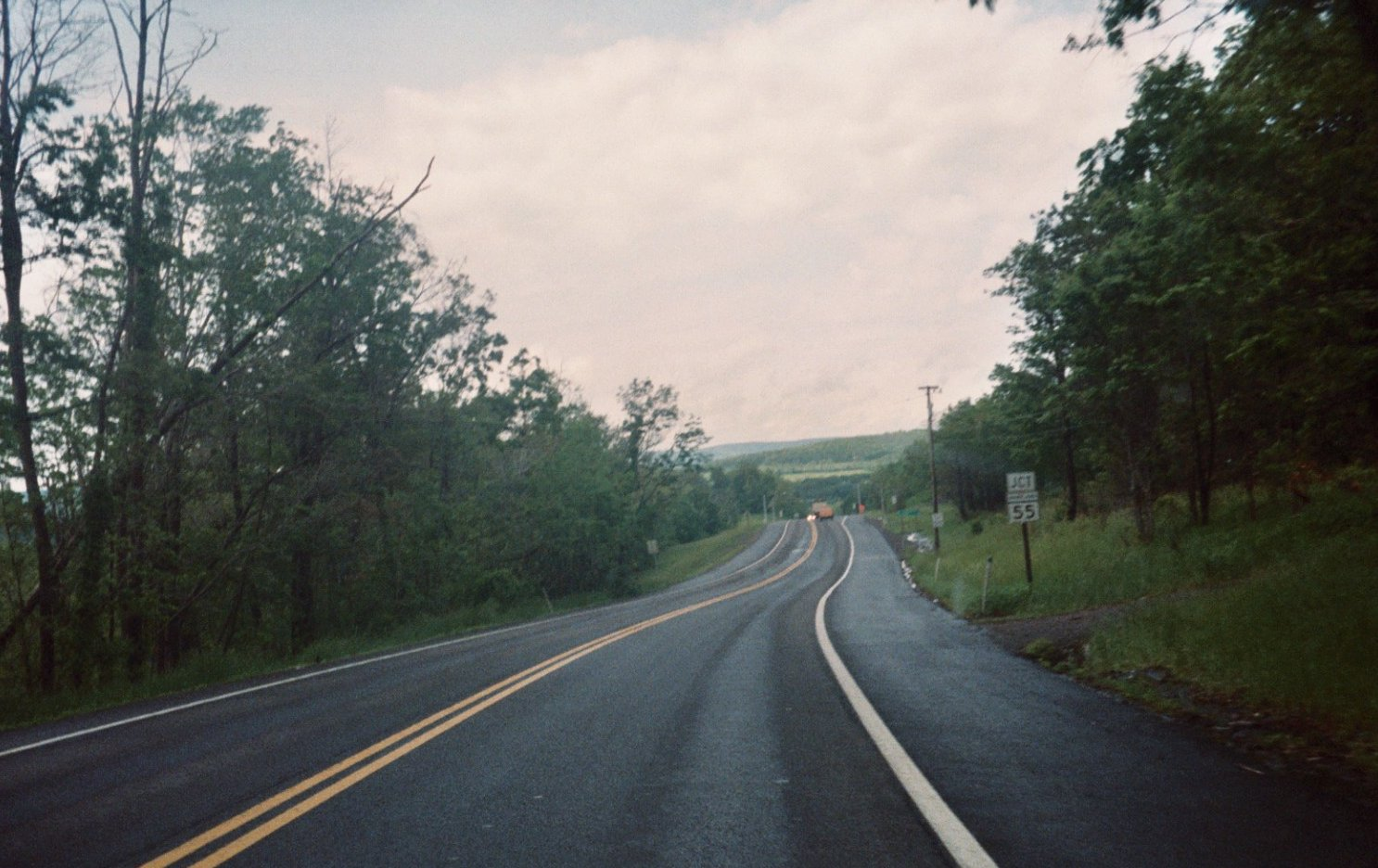
近MD 55於維爾山頂的南面終點的MD 36

MD 36經過喬治小溪谷，而喬治小溪谷有着長久的開採礦石的歷史，馬利蘭州公路管理處因此將MD 36劃爲煤遺產風景小路的一部分。19世紀時，開採礦石是西馬里蘭的主要產業，鐵路是連接煤礦和喬治小溪谷外的市場的主要路綫。地下開採曾經是西馬里蘭主要的開採方法，但在二戰後便減少使用，主要改為露天開採。雖然現時馬里蘭州的煤產量僅佔美國煤總產量的一小部分，但現時喬治小溪谷出產的煤用作為位於坎伯蘭的AES窩利亞溫發電站提供動力。
MD 36早在1927年之前就獲編配道路編號，比馬里蘭州的其他大部分州道要早。MD 36在南阿利根尼縣的原走綫幾近與喬治小溪鐵路平行，之後的路綫調整在好幾處將MD 36從鐵路綫移開，但仍剩下三個平交道，分別位於洛納科寧以南、洛納科寧以北，近與MD 935的交匯處和近西港的地方。
其後幾年，又因不同原因——例如是拉直曲彎——而建造了好幾個MD 36的新走綫。數個舊走綫獲編配了自己獨立的編號，最南端的例子就是MD 937，它是在西港的舊走綫。在建造連接MD 36和46號西維珍尼亞州州道的橋前，MD 937是MD 36在西港的走綫，以MD 135為終點。在巴頓，MD 935是MD 36的舊走綫。最長的舊走綫段是MD 936，該段路以米德蘭為起點，弗羅斯特堡為終點，該段路在19世紀70年代由MD 36的新走綫和MD 55的一部分取代，並連接68號州際公路。在這之前，MD 55以米德蘭為終點，之後便縮短至現時位於維爾山頂的終點。
在弗羅斯特堡以北有數段舊走綫編為MD 831，但是這些路段並沒有標識。這些路段包括克里巴姆路（英語：Kriegbaum Road，編號為MD 831C）和舊薩維奇山路（英語：Old Mount Savage Road，編號為MD 831A）。克里巴姆路在科里根維爾以西從MD 36分離，並穿過科里根維爾，在城東回到MD 36。舊薩維奇山路在坎伯蘭水口以西與MD 36交匯，並向南在現時與MD 36的交匯處附近與US 40替代線交匯。

## 交叉口列表
全線均位於阿勒格尼縣境內。
| 地點                                                  | 英里  | 公里  | 接點                                                      | 備註                                           |
| ----------------------------------------------------- | ----- | ----- | --------------------------------------------------------- | ---------------------------------------------- |
| 西港                                                  | 0.00  | 0.00  | 46號西維吉尼亞州州道 東—皮埃蒙特                          | 南面終點；與西維吉尼亞州的州界，位於波托馬克河 |
| 西港                                                  | 0.06  | 0.097 | 135號馬里蘭州州道—奇瑟、布魯明頓                          |                                                |
| 西港                                                  | 1.44  | 2.32  | 937號馬里蘭州州道 南（小溪小路）—富蘭克林                 | MD 36之舊走綫                                  |
| 巴頓                                                  | 4.07  | 6.55  | 935號馬里蘭州州道 北（立法路）                            | MD 36之舊走綫                                  |
| 洛納科寧                                              | 6.85  | 11.02 | 935號馬里蘭州州道 南（立法路）                            |                                                |
| 洛納科寧                                              | 8.03  | 12.92 | 道格拉斯大道北                                            | 原MD 657                                       |
| 米德蘭                                                | 11.06 | 17.80 | 936號馬里蘭州州道 北（經教堂街）                          | MD 36之舊走綫                                  |
| 維爾山頂                                              | 14.04 | 22.60 | 55號馬里蘭州州道 北（維爾山頂路）—克拉里斯維爾            |                                                |
| 弗羅斯特堡                                            | 15.05 | 24.22 | 68號州際公路／40號美國國道（國家高速公路）—坎伯蘭、摩根敦 | I-68的出口程為34英里                           |
| 弗羅斯特堡                                            | 16.44 | 26.46 | 743號馬里蘭州州道 東（舊國家收費高速公路）—艾克哈特礦     |                                                |
| 弗羅斯特堡                                            | 16.53 | 26.60 | · 40號美國國道替代線 東（國家收費高速公路）               | 與40號美國國道替代線（US 40替代綫）共線        |
| 弗羅斯特堡                                            | 17.07 | 27.47 | 936號馬里蘭州州道 南（格蘭蒂街）                          |                                                |
| 弗羅斯特堡                                            | 17.60 | 28.32 | · 40號美國國道替代線 西（國家收費高速公路）               | 從US 40替代綫併出                              |
| 扎爾曼                                                | 20.36 | 32.77 | 638號馬里蘭州州道 南（帕克斯堡路）—艾克哈特礦             |                                                |
| 巴路維爾                                              | 24.34 | 39.17 | 47號馬里蘭州州道 南（巴路維爾路）—巴路維爾                | 可經MD 47前往PA 160                            |
| 科里根維爾                                            | 26.64 | 42.87 | 831號馬里蘭州州道 東（克里巴姆路）                        | 正式名稱為MD 831C；MD 36之舊走綫               |
| 科里根維爾                                            | 27.34 | 44.00 | 35號馬里蘭州州道 北（艾勒西里路）—艾勒西里                | 可經MD 35前往PA 96                             |
| 科里根維爾                                            | 27.51 | 44.27 | 831號馬里蘭州州道 西（克里巴姆路）                        | 正式名稱為MD 831C                              |
| 坎伯蘭                                                | 29.05 | 46.75 | 831號馬里蘭州州道 南（舊薩維奇山路）                      | 正式名稱為MD 831A；MD 36之舊走綫               |
| 坎伯蘭                                                | 29.43 | 47.36 | · 40號美國國道替代線（國家收費高速公路）                  | 北面終點                                       |
| 1.000英里＝1.609公里；1.000公里＝0.621英里 參考資料： |       |       |                                                           |                                                |

## 註解
1. ↑  喬治小溪是波托馬克河的一條支流。
2. ↑  MD 936是MD 36的舊走綫，連接米德蘭和弗羅斯特堡。
3. ↑  MD 638連接MD 36和US 40替代綫艾克哈特礦段。
4. ↑  MD 47連接MD 36和位於薩默塞特縣的PA 160（英语：Pennsylvania Route 160）。

## 外部連結
- 36號馬里蘭州州道和40號美國國道替代綫重疊處的照片（页面存档备份，存于）
- MDRoads.com上有關36號馬里蘭州州道的文章（页面存档备份，存于）